# 실송라
실송라(영어: old man's beard)는 석화과 송라속의 지의류다. 학명은 우스네아 롱기시마(학명: Usnea longissima).
유럽, 아시아, 북미의 타이가에서 발견된다.
관목상지의로서, 줄기는 매우 길고 가지는 매우 짧다. 세계에서 가장 길게 자라는 지의류다. 줄기 길이는 대개 15-30 센티미터이나 더 길게 자랄 수도 있다.
가문비나무에 흔하게 기생한다.